# フォルカルキエ
フォルカルキエ （Forcalquier）は、フランス、アルプ＝ド＝オート＝プロヴァンス県のコミューン。

## 概要
フォルカルキエは、リュール山地とリュベロン山地の間にあり、シストロンのおよそ南30km、デュランス川の西10kmにある。中世、プロヴァンスの首都であった。
町は険しい円錐形の丘の丘陵部分にでき、頂上にはかつてあった中世のシタデル（要塞）の代わりに、8角形のノートルダム・ド・プロヴァンス教会が建っている。シタデルは1601年に破壊された。丘陵に広がる町を見下ろす教会は、1875年に建てられた。夏期の間毎週日曜日に聞くことのできる、組み鐘（カリヨン）を持っている。
町の最古の部分は、ルネサンス様式の噴水（1511年）を持つサン＝ミシェル広場周辺、そして幅の狭い通りである。そこにある多くの戸口は、12世紀から16世紀に遡る古い物である。
現在の町の、商業そして社会的な中心は、ブルゲ広場であり、サン＝ミシェル広場の下にある。12世紀建設のフォルカルキエ準聖堂は、ブルゲ広場をまたがって立つ鐘楼を持つ。
コルドリエ修道院は、フランシスコ会によって13世紀に建てられた（コルドリエとは、彼らが腰帯として締めていたロープの結び目を指す）。この修道院は、フランス革命まで聖職者たちが暮らしていた。ポール・ド・コルドリエ（Port de Cordeliers）は、町の城壁の残物全てである。
フォルカルキエでは、毎週月曜日の朝に市場が開かれる。市場は、ブルゲ広場と近接する通りを埋める。
注目すべきは、先史時代、ガロ＝ロマン時代の工芸品、ガラス細工、マーヌ、アプト、ムスティエ＝サント＝マリーでできた陶器を展示する、自治体博物館である。

## 歴史
フルヌス・カルカリウス（Furnus calcarius）とは、ローマ時代に用いられた石灰の釜から生じたラテン語名である。町南部の谷には今もローマ時代の橋が立っている。プロヴァンス方言では町の名をFourcauquiéという。11世紀終わり、プロヴァンス伯の一族がフォルカルキエ伯となり、12世紀の間独立した伯領を保った。
この時代、フォルカルキエの町は、デュランス川に沿ってマノスク、シストロン、ギャップ、アンブリュンらの町を含むオート・プロヴァンスの首都であった。フォルカルキエは独自の通過を鋳造し、教会は準聖堂の地位にあった。
フォルカルキエ伯は、プロヴァンス伯に挑戦するほどの力を得ていった。敵対関係は1195年に終わりを告げた。フォルカルキエ女伯ガルスンドが、プロヴァンス伯アルフォンス2世と結婚したためだった。2人の間に生まれたレーモン・ベランジェ4世が、2つの伯領を継承した。
レーモンの4人の娘たちは、全員が王妃となった。長女マルグリットはフランス王ルイ9世聖王の妃、次女エレアノールはイングランド王ヘンリー3世の妃、三女サンシーは神聖ローマ皇帝に選出されたコーンウォール伯リチャード（ヘンリー3世の弟）の妃、四女ベアトリスはシチリア王カルロ1世（シャルル・ダンジュー、ルイ9世の弟）の妃となった。
14世紀、カルロ3世が女王ジョヴァンナ1世を暗殺してナポリ王位についた後、プロヴァンス伯、フォルカルキエ伯位を巡って争いが起きた。

## 姉妹都市
- グアスタッラ、イタリア

## ギャラリー

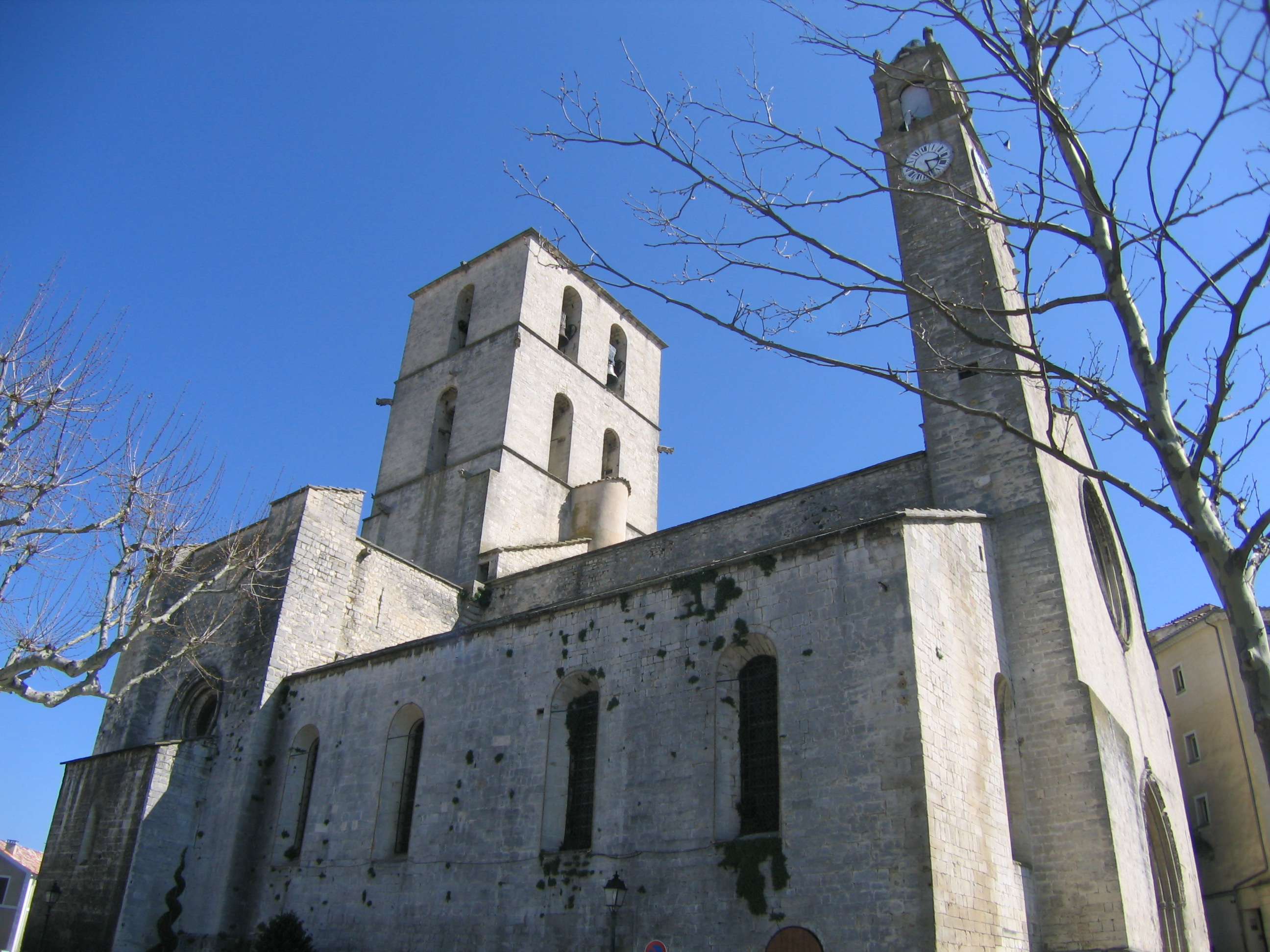
ノートルダム・デュ・ブルゲ・ド・フォルカルキエ準聖堂
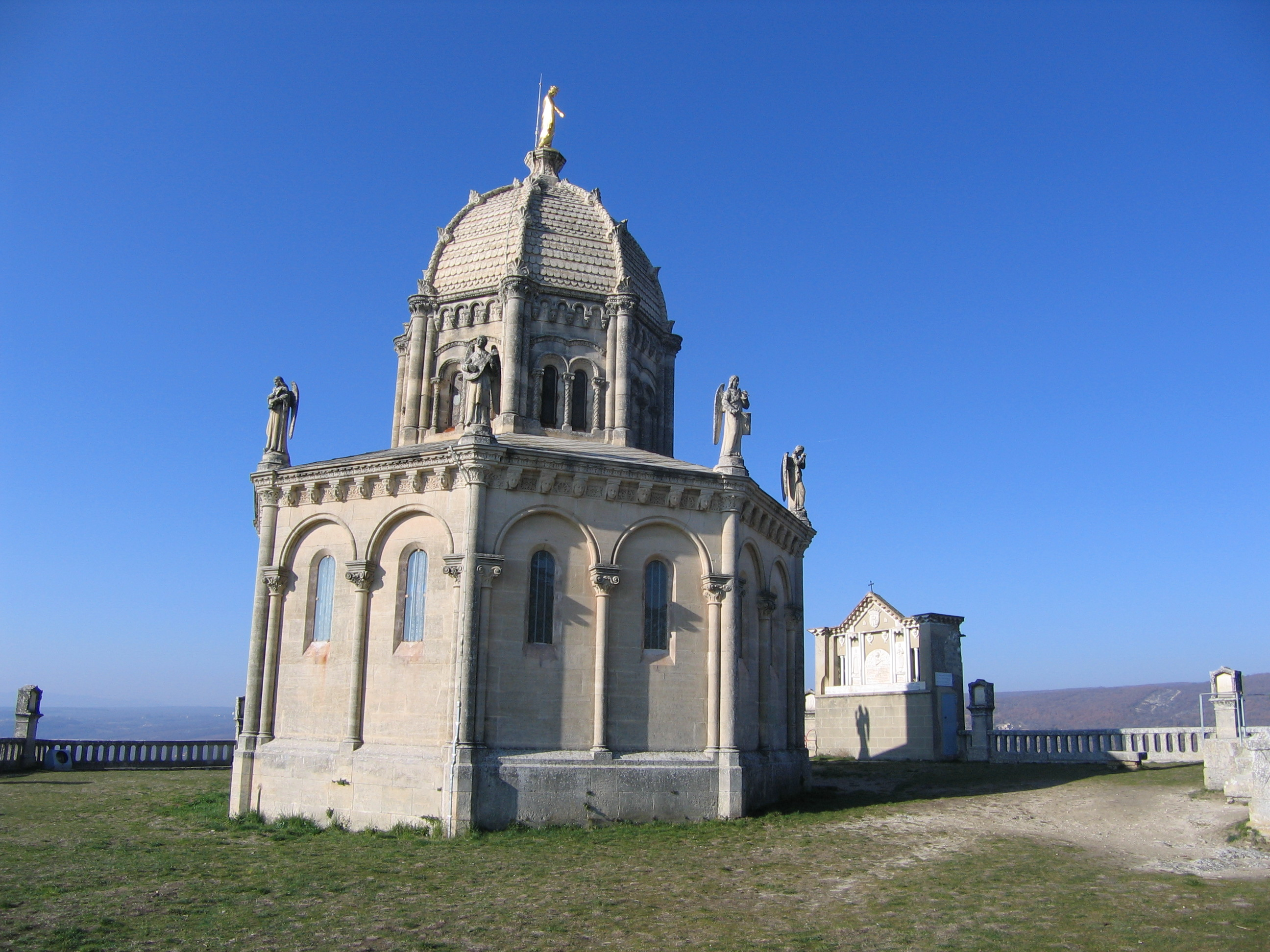
シタデル跡にたつ教会
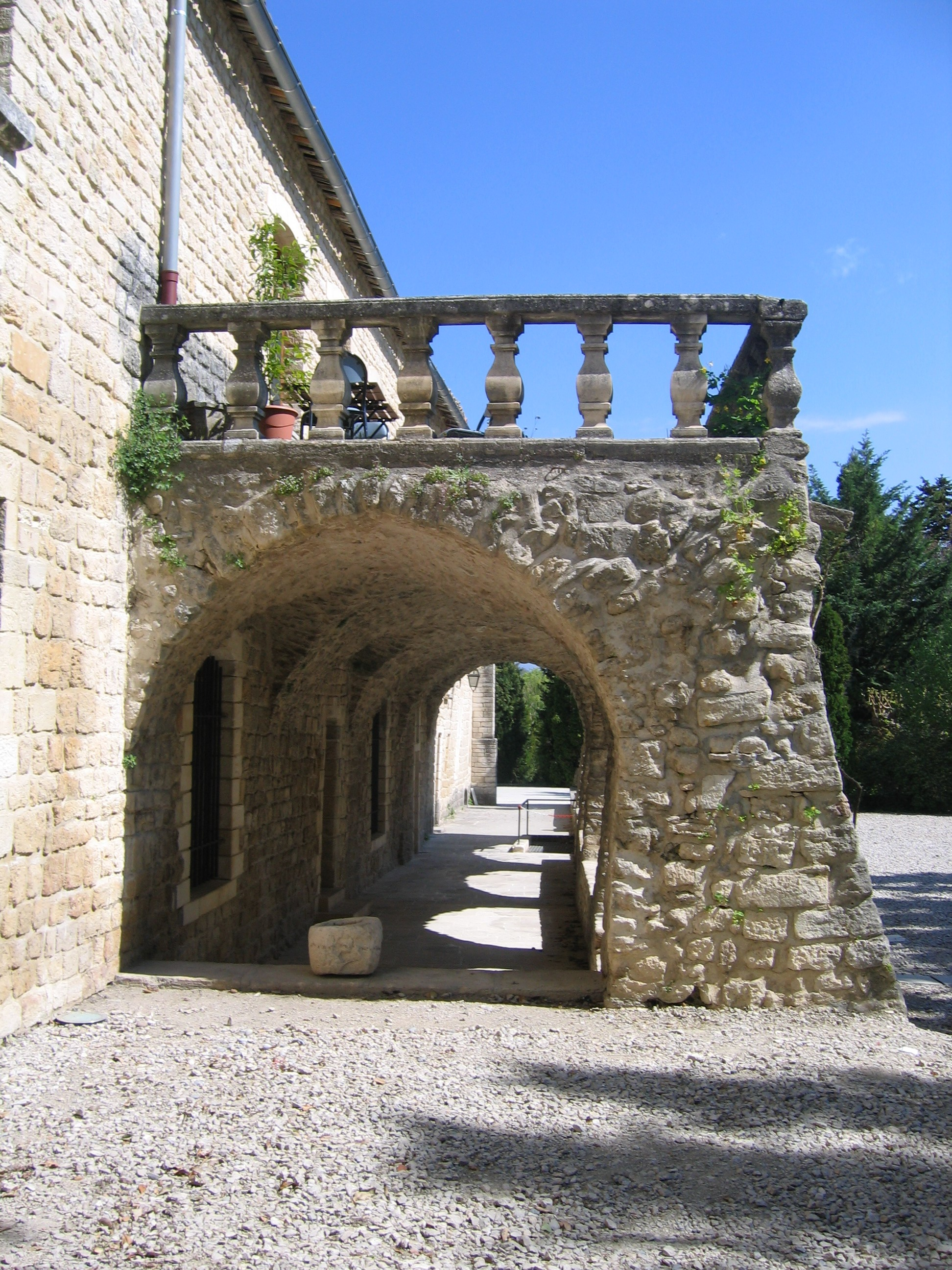
コルドリエ修道院